# Bãi Thủy Tề
Bãi Thủy Tề (tiếng Anh: Neptuna Bank hay Neptuna Banks; tiếng Trung: 北边廊; bính âm: Běibiān láng, Hán-Việt: Bắc Biên lang) là một cặp bãi ngầm thuộc nhóm đảo An Vĩnh của quần đảo Hoàng Sa. Bãi này nằm về phía tây nam của hòn Tháp và phía bắc của bãi Châu Nhai, cách bãi Châu Nhai 11 hải lý (20,4 km).
Bãi Thủy Tề là đối tượng tranh chấp giữa Việt Nam, Đài Loan và Trung Quốc. Hiện nay Trung Quốc đang kiểm soát bãi này.

## Đặc điểm
Bãi Thủy Tề gồm hai bãi san hô ngầm. Bãi đông bắc sâu tối thiểu là 12 m, nằm cách hòn Tháp hơn 6 hải lý (hơn 11 km) về phía tây tây nam.